# Przejście graniczne Osinów Dolny-Hohensaaten
Przejście graniczne Osinów Dolny-Hohensaaten – istniejące do 2007 polsko-niemieckie rzeczne przejście graniczne, położone w województwie zachodniopomorskim, w powiecie gryfińskim, w gminie Cedynia, w miejscowości Osinów Dolny.

## Opis
Przejście graniczne Osinów Dolny-Hohensaaten z miejscem odprawy po stronie niemieckiej w miejscowości Hohensaaten, czynne było w porze dziennej w okresie sezonu żeglugowego, ogłoszonego przez administrację wód granicznych, jeśli nie nastąpiło otwarcie drogi wodnej dla ruchu żeglugowego w porze nocnej. Dopuszczone było przekraczanie granicy dla ruchu osobowego i towarowego oraz dla pływań sportowych i turystycznych oraz mały ruch graniczny. Kontrolę graniczną osób, towarów i środków transportu wykonywała kolejno: Graniczna Placówka Kontrolna Straży Granicznej w Osinowie Dolnym (GPK SG w Osinowie Dolnym), Placówka Straży Granicznej w Osinowie Dolnym (Placówka SG w Osinowie Dolnym). Obie miejscowości łączyła Odra.
21 grudnia 2007 na mocy układu z Schengen przejście graniczne zostało zlikwidowane.

### Przejście graniczne z NRD
W okresie istnienia Niemieckiej Republiki Demokratycznej funkcjonowało polsko-niemieckie rzeczne przejście graniczne Kostrzyn. Dopuszczone było przekraczanie granicy dla ruchu:
- osobowego (tylko statkami pasażerskimi PRL i NRD) dla obywateli:

1. Ludowej Republiki Bułgarii
2. Czechosłowackiej Republiki Socjalistycznej
3. Niemieckiej Republiki Demokratycznej
4. Polskiej Rzeczypospolitej Ludowej
5. Socjalistycznej Republiki Rumunii
6. Węgierskiej Republiki Ludowej
7. Związku Socjalistycznych Republik Radzieckich
8. Mongolskiej Republiki Ludowej

- towarowego: PRL, NRD, CSRS, RFN i Berlina Zachodniego, przepływ statków PRL przez terytorium NRD.
- 1972 – 25 kwietnia zarządzeniem dowódcy WOP opartym na ustaleniach polsko-enerdowskich dowódcy zachodnich brygad WOP otrzymali polecenie zorganizowania wspólnej z organami NRD kontroli granicznej ruchu rzecznego w miejscowościach Eisenhüttenstadt, Frankfurt nad Odrą, Hohensalten, Widuchowa, Gartz, Gryfino i Mescherin. Organy graniczne sprawowały tam kontrolę ruchu towarowego i pasażerskiego jaki odbywał się między Polską a Niemiecką Republiką Demokratyczną. Wspólną kontrolą objęty został także ruch turystyczny w miejscowościach: Miłów, Kostrzyn, Widuchowa i Gryfino. Poza wspólną kontrolą pozostały jedynie statki towarowe i pasażerskie płynące Odrą w ruchu wewnętrznym każdego państwa[9].

## Galeria

Przejście graniczne Osinów Dolny-Hohensaaten
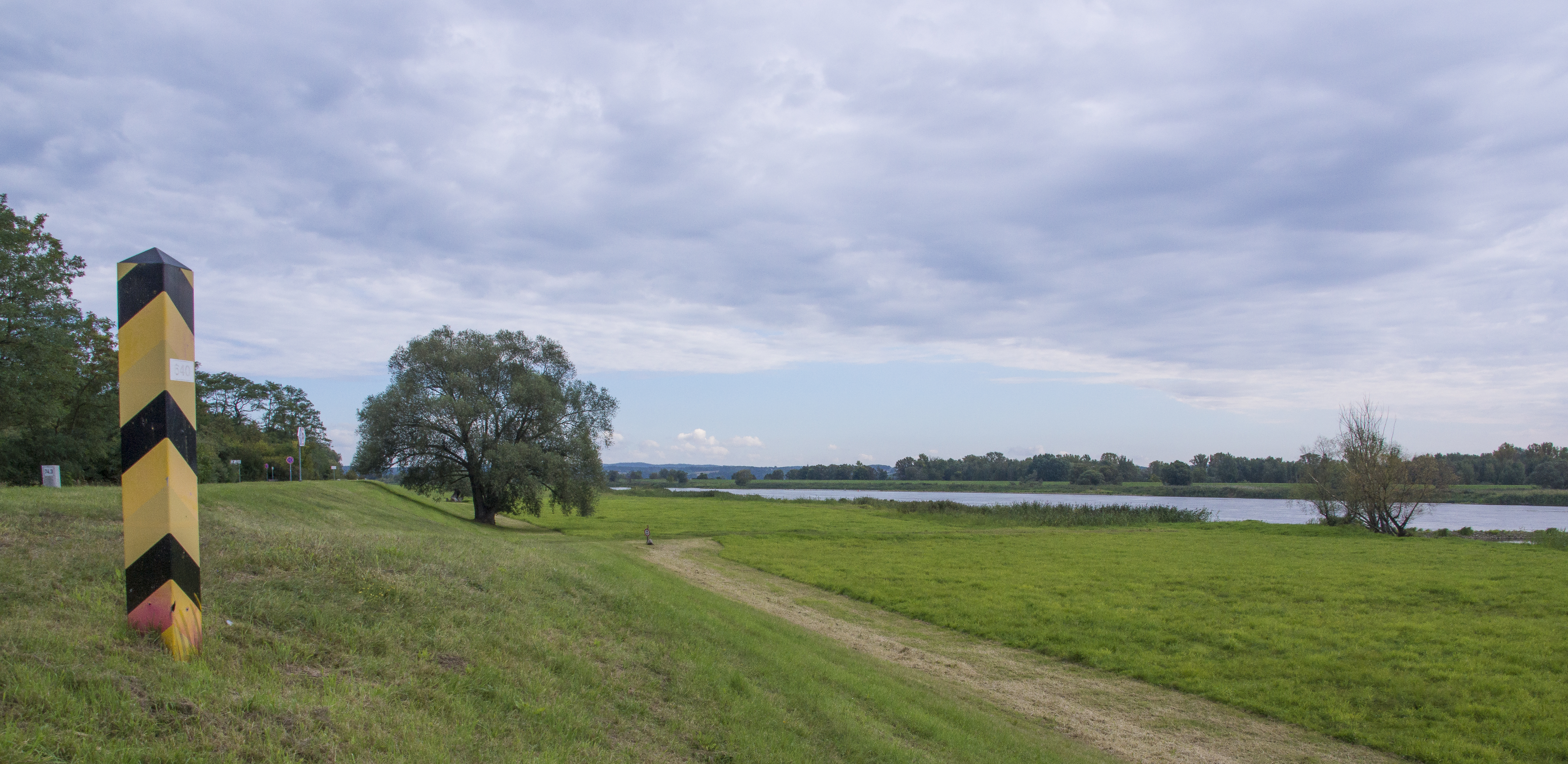
Granica polsko-niemiecka, Znak graniczny (wrzesień 2014)
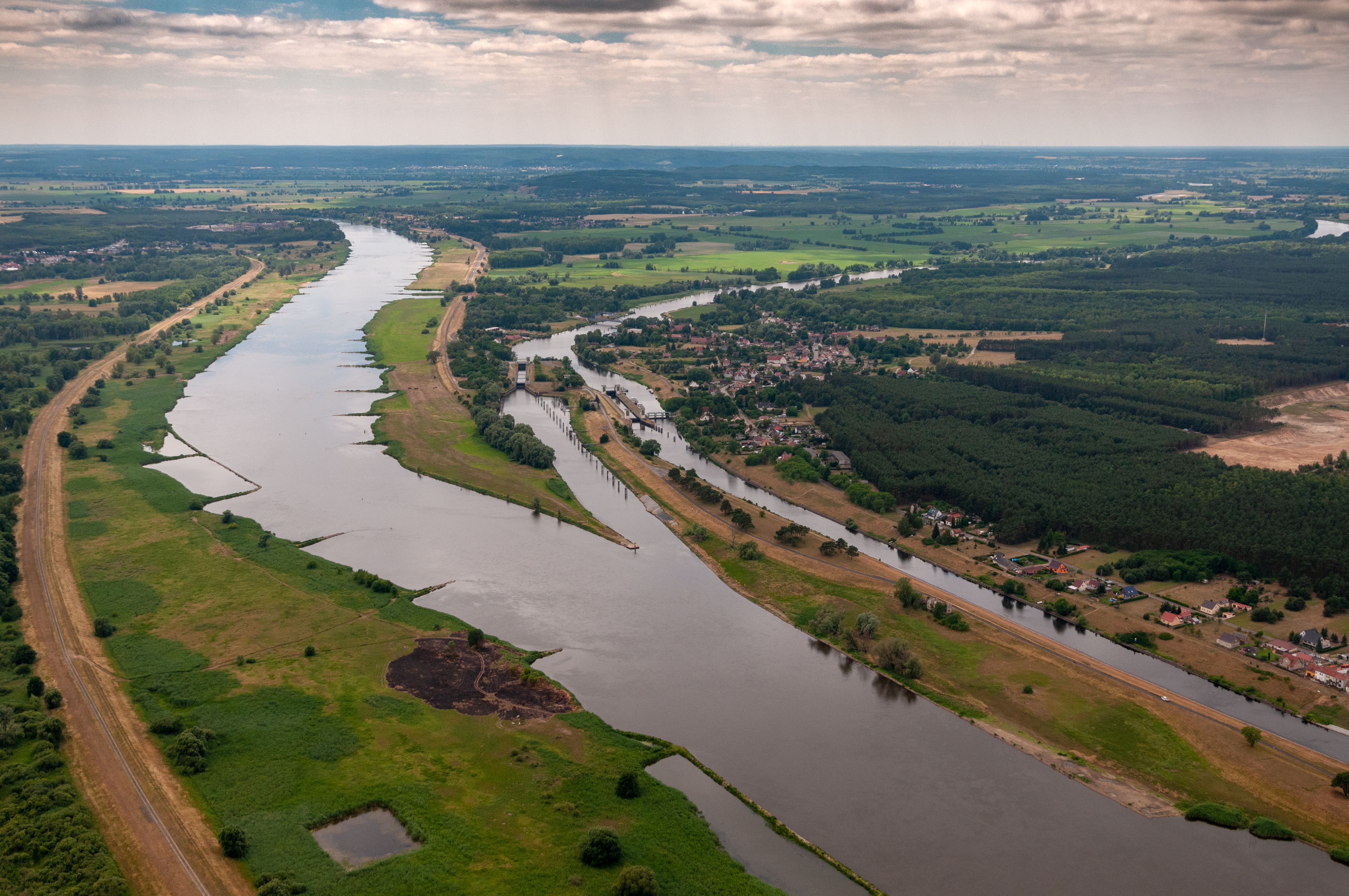
(czerwiec 2018)